# Synagoga Majera Ejlenberg w Łodzi
Synagoga Majera Ejlenberg w Łodzi – prywatny dom modlitwy znajdujący się w Łodzi przy ulicy Zarzewskiej 7.
Synagoga została zbudowana w 1895 roku z inicjatywy Majera Ejlenberg. Mogła ona pomieścić 30 osób. Podczas II wojny światowej hitlerowcy zdewastowali synagogę.